# بلیندینگ ادج پیکچرز
بلیندینگ ادج پیکچرز (انگلیسی: Blinding Edge Pictures) یک شرکت سینمایی و تلویزیونی آمریکایی است که در سال ۱۹۹۸ توسط ام. نایت شیامالان.

## فیلم شناسی
- آسیب‌ناپذیر (۲۰۰۰)
- نشانه‌ها (۲۰۰۲)
- روستا (۲۰۰۴)
- بانوی در آب (۲۰۰۶)
- اتفاق (۲۰۰۸)
- آخرین بادافزار (۲۰۱۰)
- شیطان (۲۰۱۰)
- پس از زمین (۲۰۱۳)
- ملاقات (۲۰۱۵)
- شکافته (۲۰۱۷)
- شیشه (۲۰۱۹)
- اولد (۲۰۲۱)

## تلویزیون
- ویوارد پاینز (۲۰۱۶-۲۰۱۵)
- خدمتکار (-۲۰۱۹)

## مستند
- The Buried Secret of M. Night Shyamalan (۲۰۰۴)